# Opršinac
Opršinac falu Horvátországban, Bród-Szávamente megyében. Közigazgatásilag Csernekhez tartozik.

## Fekvése
Bródtól légvonalban 45, közúton 69 km-re északnyugatra, Pozsegától   légvonalban 15, közúton 17 km-re nyugatra, községközpontjától 9 km-re északkeletre, a Pozsegai-hegység lejtőin, a Bordun-patak mentén fekszik.

## Története
A térség 1691-ben szabadult fel végleg a török uralom alól. Ezt követően Boszniából pravoszláv vlachok vándoroltak ide be. Az első katonai felmérés térképén „Dorf Oppersinacz” néven található. Lipszky János 1808-ban Budán kiadott repertóriumában „Operssinacz” néven szerepel. 
Nagy Lajos 1829-ben kiadott művében „Operssinacz” néven 19 házzal, 141 ortodox vallású lakossal találjuk.
1857-ben 242, 1910-ben 433 lakosa volt. Az 1910-es népszámlálás szerint teljes lakossága szerb anyanyelvű volt. Pozsega vármegye Újgradiskai járásának része volt. Az első világháború után 1918-ban az új szerb-horvát-szlovén állam, majd később (1929-ben) Jugoszlávia része lett. 1991-től a független Horvátországhoz tartozik. 1991-ben lakosságának 88%-a szerb, 5%-a jugoszláv nemzetiségű volt. 2011-ben a településnek már nem volt állandó lakossága.

## Lakossága
| Lakosság változása | Lakosság változása | Lakosság változása | Lakosság változása | Lakosság változása | Lakosság változása | Lakosság változása | Lakosság változása | Lakosság változása | Lakosság változása | Lakosság változása | Lakosság változása | Lakosság változása | Lakosság változása | Lakosság változása | Lakosság változása |
| ------------------ | ------------------ | ------------------ | ------------------ | ------------------ | ------------------ | ------------------ | ------------------ | ------------------ | ------------------ | ------------------ | ------------------ | ------------------ | ------------------ | ------------------ | ------------------ |
| 1857               | 1869               | 1880               | 1890               | 1900               | 1910               | 1921               | 1931               | 1948               | 1953               | 1961               | 1971               | 1981               | 1991               | 2001               | 2011               |
| 47                 | 187                | 171                | 164                | 168                | 186                | 170                | 185                | 127                | 136                | 103                | 79                 | 55                 | 73                 | 2                  | 0                  |